# Ypsolopha nigrimaculata
Ypsolopha nigrimaculata is een vlinder uit de familie van de spitskopmotten (Ypsolophidae). De wetenschappelijke naam van de soort is voor het eerst geldig gepubliceerd in 2001 door Byun & Park.
De soort komt voor in Korea en het uiterste oosten van Rusland.